# John Amplas
John Amplas est un acteur américain né le 23 juin 1949 à Pittsburgh, Pennsylvanie (États-Unis). Il est connu pour sa collaboration sur plusieurs films de George Andrew Romero.

## Biographie
Il commence sa carrière au cinéma en 1977 dans le film Martin interprétant un adolescent vampire perturbé. Il continue ensuite de tourner dans plusieurs films de George Andrew Romero. Il est ainsi un terroriste dans Zombie (1978), apparaît dans Knightriders (1981), incarne un mort-vivant vengeur dans l'un des segments de Creepshow (1982), ou encore un scientifique dans Le Jour des morts-vivants (1985).
Il enseigne par ailleurs au Conservatoire des arts du spectacle à l'Université Point Park (en) à Pittsburgh, et a également réalisé plusieurs pièces de théâtre.

## Filmographie

### Cinéma
- 1977 : Martin : Martin
- 1978 : Zombie : L'homme sur le toit
- 1980 : Bloodeaters : Phillips
- 1981 : Knightriders : Whiteface
- 1982 : Creepshow : Nathan, le mort-vivant (segment Father's Day)
- 1982 : Midnight : Abraham
- 1985 : Le Jour des morts-vivants : Fisher
- 1993 : La part des ténèbres : Thad Beaumont / George Stark (Double)
- 1994 : No Pets : Eddie Buford
- 2001 : The Bread, My Sweet (en) de Melissa Martin : Jimmy
- 2002 : Daddy Cool : Dr Rev. Alter
- 2013 : Meet Your Maker : Dr Henry Malvoy
- 2014 :  Progression : Le maître de la cérémonie
- 2015 : Low Tide in Serf City : Le prêteur sur gages
- 2016 : Potent Media's Sugar Skull Girls : Demetrius
- 2018 : After Hours Trading : Pawnbroker
- 2020 : Catch of the Day 2: You Die at Dawn! : Marvin Eel
- 2021 : The Exchange : Leonard Gunther
- 2023 : The TRIP : Harold Burch
- 2023 : Return to Scream Park

### Télévision
- 2018 : Actors On : Narrateur
- 2022 : Manny TV Piolt (téléfilm) : Salvatore 'Fat Sally' Trentino